# Курутія парагвайська
Куру́тія парагвайська (Cranioleuca obsoleta) — вид горобцеподібних птахів родини горнерових (Furnariidae). Мешкає в Південній Америці.

## Поширення і екологія
Парагвайські курутії поширені на сході Парагваю, на південному сході Бразилії (від півдня штату Сан-Паулу до півдня штату Ріу-Гранді-ду-Сул) та на північному сході Аргентини (Місьйонес, північний Коррієнтес). Вони живуть в підліску вологих рівнинних тропічних лісів та на ухліссям. Віддають перевагу хвойним лісами, в яких переважають бразильські араукарії. Зустрічаються на висоті до 1000 м над рівнем моря.